# تاكيفومي ساساكي
تاكيفومي ساساكي (باليابانية: 佐々木 丈文) (5 يوليو 1978 في فوكوكا في اليابان – )؛ هو لاعب كرة قدم سابق كان يلعب كمهاجم.

## وصلات خارجية
- تاكيفومي ساساكي على موقع عالم كرة القدم.نت (الإنجليزية)